# 快打旋風ZERO
《街头霸王ZERO》（常稱為“少年街霸”）是由卡普空于1995年制作和发行的格斗游戏。本作是卡普空在1991年發售《街头霸王II》後的新系列游戏。
游戏引入多个新的要素。先前在《超级街头霸王II X》中引入的超级连击系统得到發展。

## 登場角色
主要的角色包括来自《街头霸王II》系列的隆、肯、春丽和沙加特，以及来自初代《街头霸王》的巴迪和阿登。他们在本作中成为可供选择的人物。

## 開發
由于《街头霸王ZERO》中的人物数量相对较少，卡普空相对来说能够直接将游戏移植至世嘉土星和PlayStation。街机版本的代码能够直接包含在家用机版本中。
一个稍微降级点的《街头霸王ZERO》版本在卡普空旧的CPS I基板发行。这是由于卡普空担心一些街机厂商不愿升级至CPS II基板。这个版本的特点是配乐不同，音效较少。
《街头霸王ZERO》的移植版最初在PlayStation和世嘉土星平台上发布。这两个版本都采用了编曲的配乐，有编曲版和原声版可供选择。除了专门的双人「对战模式」外，这些移植版也是第一个具有训练模式的主机移植版街霸，允许玩家在非敌对角色上练习技术和Combo。作为卡普空授权协议的一部分，主机版在欧洲由维珍互动而不是卡普空发行。PlayStation版《街头霸王ZERO》于2008年8月14日在北美通过PlayStation Network重新发布了PSP和PlayStation 3的版本。
1999年发布了Game Boy Color版（由Crawfish Interactive移植），画面和声音为降级版。Game Boy Color版没有链接线支持，只有单人游戏。日版Game Boy Color移植版的标题使用Alpha，而不是Zero。
《街头霸王ZERO》是作为《街头霸王30周年纪念合集》的一部分，以街机模拟器的形式发布的11款游戏之一。这个版本在PlayStation 4、Xbox One、Switch和Steam上都有存档的功能。

## 评价
《Next Generation》在对街机版本评价到，游戏与上个版本相比缺少较大变化。但是他总结到，这个对于卡普空来说是正确的，《街头霸王》目前仅仅需要副标题变化，它已经达到最为重要的事情，非常好的玩法。他给予游戏五颗星中的三颗星。